# Cserlevélpohók
A cserlevélpohók (Phyllodesma ilicifolia) a szövőlepkefélék családjába tartozó, Eurázsiában honos, hideg éghajlaton élő lepkefaj.

## Megjelenése
A cserlevélpohók szárnyfesztávolsága a hímek esetében 3-3,8 cm; a nőstényeknél 3,4-4,2 cm. Teste sötétebb lilásbarna. Első szárnyai sárgásbarnák, vörösbarnák vagy szürkésbarnák, szegélyén széles szürke sávval. A szárnyakon két halvány, szürke, ívekből álló, szaggatott harántvonal húzódik, közöttük kis, vonalszerű középfolttal, mellette pedig nagyobb világosszürkés folt látható. Az erek barnán kihúzottak. A hátsó szárny sötétbarna, széles világosabb, elmosódott határú keresztsávval. Belső pereme világosabb színű. A fonák feltűnően markáns, a hátulsó szárny sötét. A rojt sötétbarnán-fehéren csíkozott.
Változékonysága nem számottevő.
Petéi tojásdadok, fehér színűek, sötét foltokkal és csíkokkal.  
Hernyója rozsdabarna vagy szürkés, hátán széles sötét sávval, szelvényeként egy-egy fehér folttal és közöttük narancssárga csíkkal. Bábja zömök, feketésbarna. 

### Hasonló fajok
A nyárlevélpohók hasonlít hozzá. 

## Elterjedése
Eurázsiában honos a Brit-szigetektől egészen Japánig. A hideg éghajlatot kedveli, Európában Skandináviában gyakori, míg Közép-Európában inkább a hegyvidékek lakója. Ázsiában elsősorban a tajgaövben él. Magyarországon nagyon ritka, a Zemplénben és az Aggteleki-karszton találták meg. 

## Életmódja
Savanyú talajú, bokrokban gazdag, nyirkos, hűvös, hegyvidéki lomb- vagy fenyőerdőkben él.    
Évente egy nemzedéke nő fel, imágóit április közepétől június elejéig lehet látni. Hernyója fekete- és vörösáfonya, valamint az alacsonyabb fűz-, rezgőnyár- és nyírfák, bokrok leveleivel táplálkozik. A kifejlett hernyó a levelek között sárgásfehér szövedékben bebábozódik. A báb áttelel.  
Magyarországon védett, természetvédelmi értéke 10 000 Ft. 

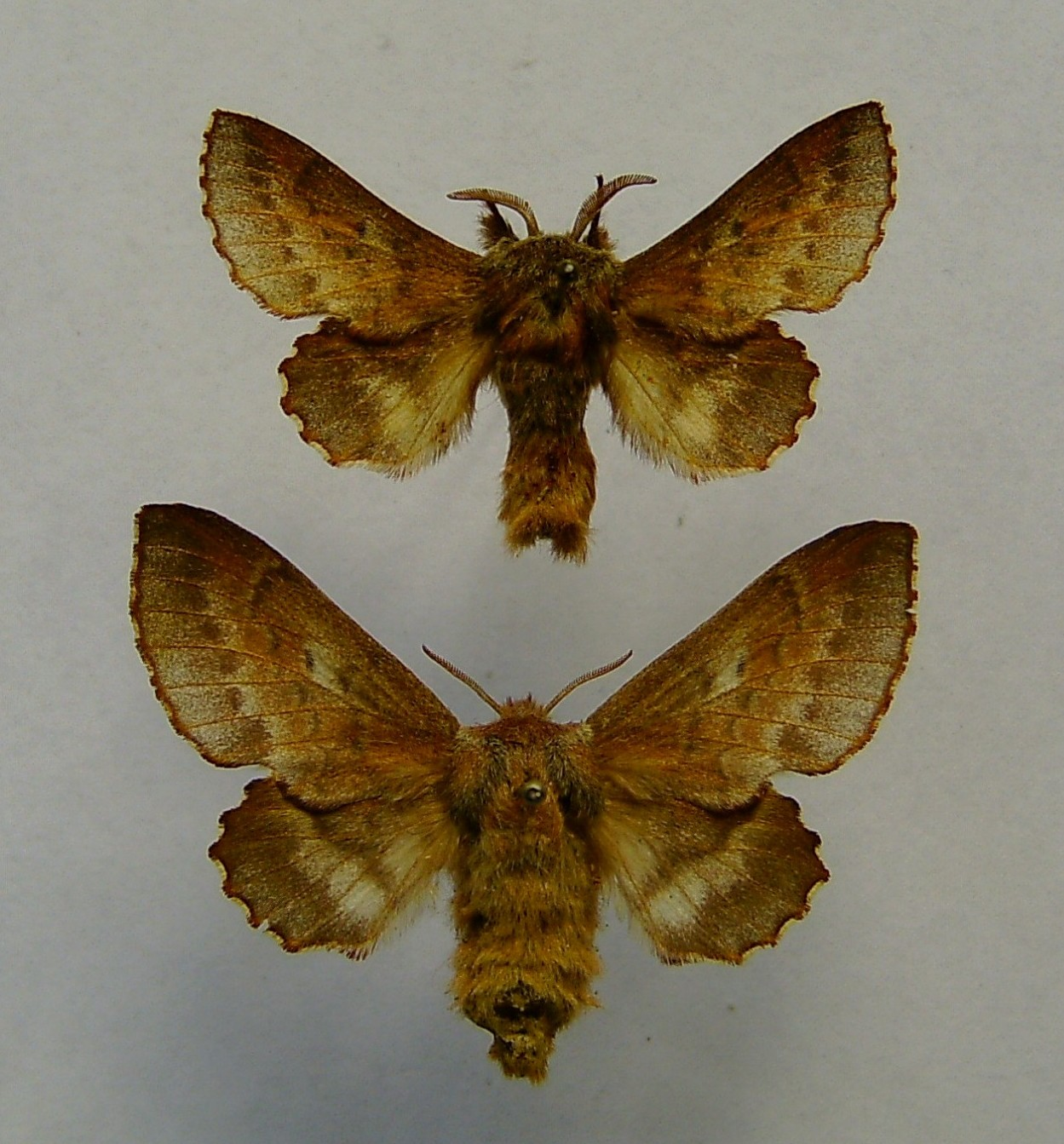
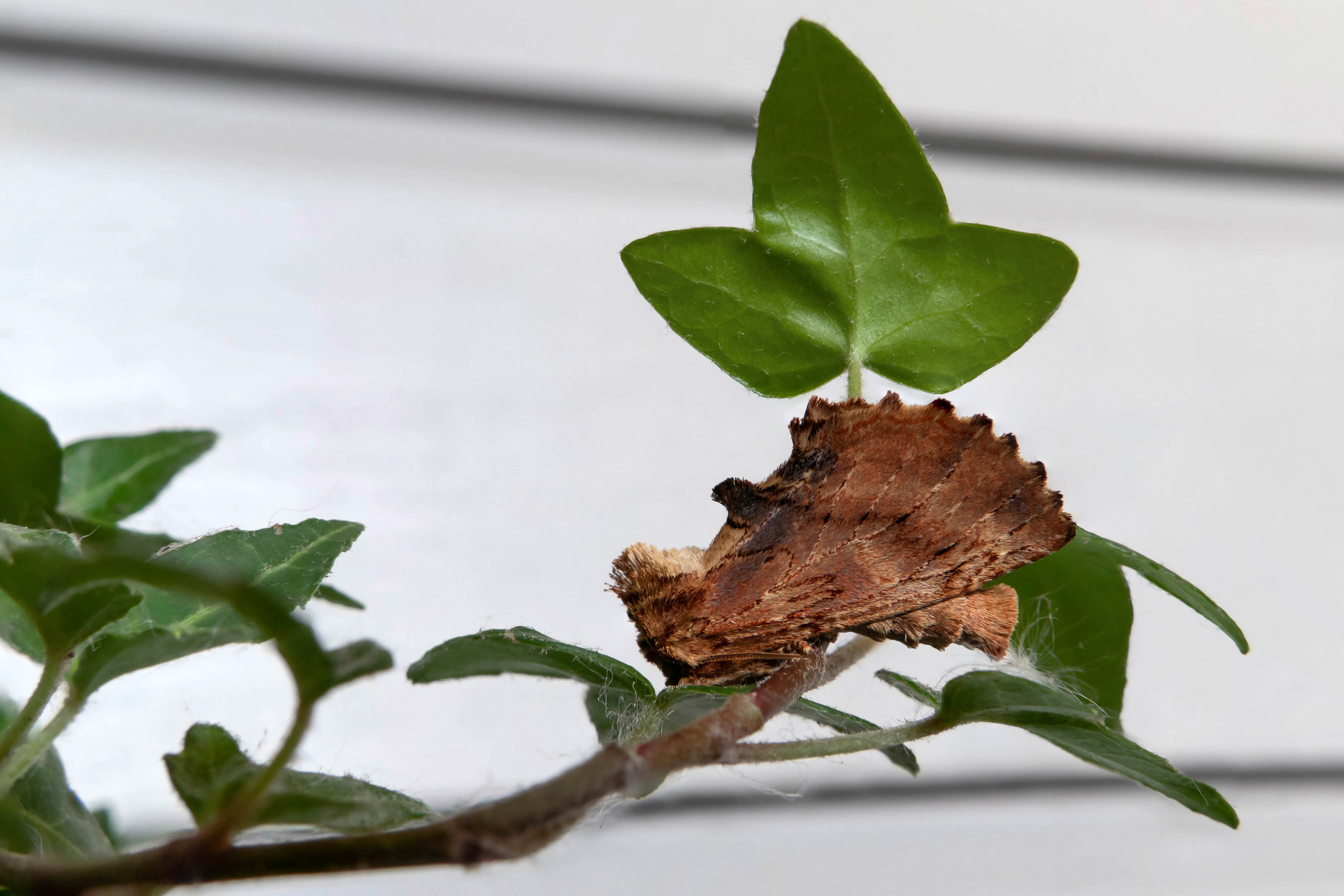
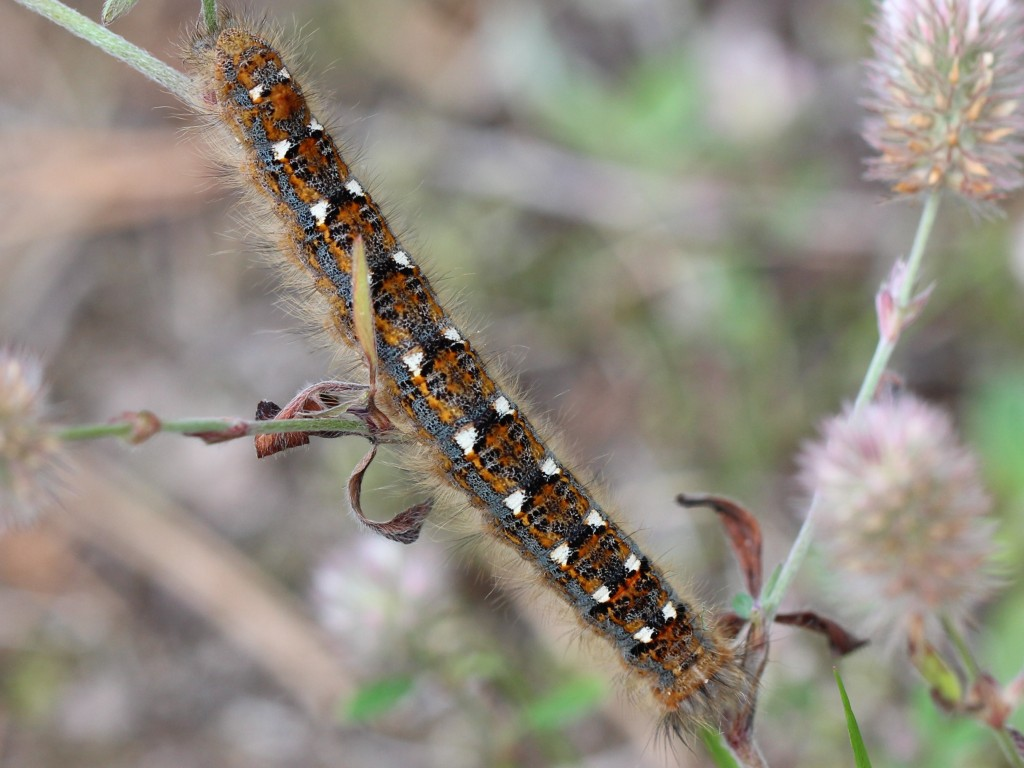
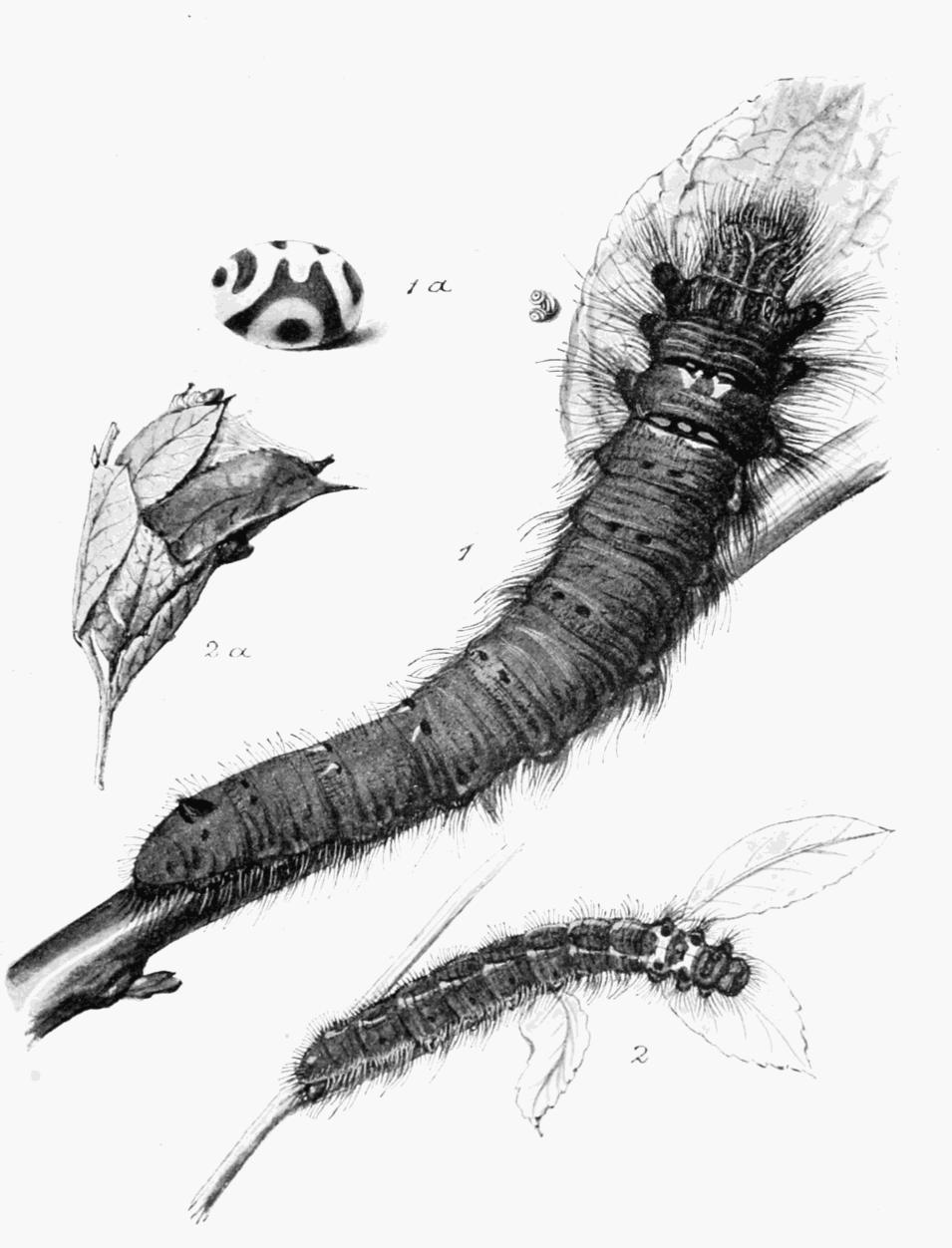